# Goidești, Buzău
Goidești este un sat în comuna Brăești din județul Buzău, Muntenia, România. Se află în zona de munte a județului.
La sfârșitul secolului al XIX-lea, satul își împrumutase numele comunei Goidești (din plaiul Pârscov, județul Buzău), din care făcea parte, alături de satele Brătilești, Fundata, Ivănețu (reședința comunei), Plaiu Nucului, Ploștina, Pistritu și Varlaam, ea întinzându-se mult spre nord, cuprinzând și nordul actualei comune Gura Teghii. Comuna Goidești avea 1370 de locuitori ce trăiau în 312 case; în ea funcționau 4 mori de apă, 3 pive, 2 dârste, o cășerie la Viforâta, 4 stâne mari de oi și 2 biserici.
În 1925, comuna este consemnată cu reședința la Brătilești și cu o populație de 1850 de locuitori. În perioada comunistă, comuna a fost împărțită între comunele Gura Teghii (care a preluat satul Varlaam și Masivul Penteleu), Lopătari (satele Ploștina și Plaiu Nucului) și Brăești (la care au fost arondate celelalte sate).